# Seregély István (filmrendező)
Seregély István (Budapest, 1950. március 14. –) magyar filmrendező, producer, alkalmazott grafikus.

## Életpályája
Tagja a Magyar Köztársaság Művészeti Alapjának, a Nemzetközi Fotóművész Szövetségnek, a Magyar Újságírók Országos Szövetségének. 1978 és 1982 között a Vígszínházban hangmérnök, és zenei szerkesztő volt. 1980-tól 1983-ig a Magyar Televízióban kameramanként és rendezőként dolgozott. 1982-től 1989-ig a Nemzetközi Újságíró Szervezet Interpress Kiadó Nyomda és Reklám Vállalat Videó- és Filmstúdió vezetője volt. 1989-ben a Külügyminisztérium felkérésére Szent Istvánról készített filmet az Államalapító öröksége címmel. 1989 és 1992 között a József Attila Színház művészeti munkatársa volt. 1992-től 1997-ig a VI-DOK Palota Filmstúdió művészeti vezetője volt. 1992-ben a Magyar Televízió Dokumentumfilm szerkesztőségének megbízásából dokumentumfilmeket forgatott az Amerikai Egyesült Államokban az amerikai magyarság életéről. 1994-ben a TV2 és a Duna TV megbízásából Magyarok az Új Világért címmel újabb filmsorozatot forgatott többek között Teller Edéről, Oláh Györgyről, Harsányi Jánosról. 1996-97-ben a Stanfordi Nemzetközi Indián Találkozó kapcsán dokumentumfilmet készített az amerikai indiánok életéről a Duna Televízió megbízásából. 1997 és 2008 között a PHARMA PRESS Art-team Produkciós Iroda művészeti vezetője volt. 2003 decemberétől kéthetente jelentkező 10 részes zenei sorozatot rendez JazzLand címmel a Duna Televízióban.

## Nemzetközi fesztivál díjak
- 1982 Bidfast (Ausztrália) In memoriam… (I. díj, legjobb hangmontázs díja)
- 1984 Folkstone Emilia, (I. díj) In memoriam Pilinszki (III. díj)
- 1984 Új Zéland Oly korban éltem (II. díj)
- 1985 Amsterdam Emilia (I. díj)
- 1986 Portalegre In memoriam Pilinszki (kategória I. díj)
- 1987 Arezzo Bluett (Szcenikai I. díj)

### Dokumentumfilmek
- Az államalapító öröksége
- Budapest, a Duna gyöngye
- Taste of Hungary
- Magyarok Ohioban (operatőr)
- Torontoi hímzőasszonyok (operatőr)
- Lámpást adott kezembe az Úr
- Hemingway barátja voltam Aloha
- Tengeren-túli álom
- Amerikai ima – Jim Morrison emlékére
- Teréz, egy közülünk
- Léptünk koppan ódon köveken
- Izzik a menny – Csemői mise
- Egyházi ünnepeink
- Nagybőjt
- Húsvét
- Magyar szentek
- Advent
- Karácsony
- Indián-közelben
- Balinéz rítusok
- Bali szigete kicsit másképp
- Hat év az hat év
- Máriabesnyő
- Máriakéméndi búcsú

### Magazinműsorok
- Bulivonal – kulturális magazin – MSAT televízió
- Közelkék – rendőrségi magazinműsor – MSAT televízió, TV3
- Zenegép – zenei magazinműsor – MTV1
- Csevegő – beszélgetés sztárokkal – BPTV
- Önvédelem – rendőrségi magazinműsor - BPTV
- KalandoZOO – 24 rész – DUNA TV
- Teázzon a Kor Kontrollal – egészségügyi magazin – DUNA TV
- Válts! – foglalkoztatáspolitikai magazin – DUNA TV
- Kor Kontroll percek – életmód magazin – Hálózat Televízió

### Sorozatok
- Magyarok az Új-világért – 12 rész – MTV2, DUNA TV (operatőr)
- Jazzland – koncertek – 26rész – DUNA TV
- Vámos Miklós az Alexandra könyvesházban – 18 rész – PAX TV
- Vámos Miklós Klub – 36 rész – DUNA TV

### Könyv
1988 Dia – diasor – diaporáma (Műszaki Kiadó, szerzőtárs: dr. Holló Dénes)